# AHA-Formel
Die AHA-Formel, auch AHA-Regel, bezeichnet in Deutschland die 2020 zur Eindämmung der COVID-19-Pandemie eingeführte bzw. empfohlene Kombination der Vorsorge-Maßnahmen.
- „Abstand halten!“: Mindestens 1,5 Meter, besser 2–2,5 Meter Abstand zu Mitmenschen halten (siehe Räumliche Distanzierung)
- „Hygiene-Maßnahmen beachten!“: Husten und Niesen in die Armbeuge oder ein Taschentuch sowie das regelmäßige Händewaschen bzw. -desinfizieren
- „Alltagsmaske tragen!“: Tragen einer Mund-Nasen-Bedeckung, bzw. „Alltag mit Maske“ (seit Januar 2021)[1]

A – Abstand halten
H – Hygieneregeln beachten
A – Alltagsmaske tragen

## Ergänzung um „L“ und „C“ bzw. „L“ und „A“

L – Lüften
C – Corona-Warn-App benutzen

- L für Lüften soll die AHA-Regel zur AHA+L-Regel erweitern.

Dies teilte das Bundesministerium für Arbeit und Soziales im September 2020 mit. Im Winter nimmt bei niedrigeren Temperaturen der Aufenthalt von zahlreichen Personen in geschlossenen Räumen zu. Dort kann sich das Virus lange Zeit in der Raumluft halten. Deshalb sei zusätzlich zu den anderen Hygienemaßnahmen regelmäßiges Lüften von geschlossenen Räumen erforderlich, im Sinne eines vollständigen Luftaustausches durch Stoßlüftung, was zu einem flächendeckenden Gebrauch davon an Schulen führte.
- C für Corona-Warn-App soll die AHA-Regel zur AHA+L+C-Regel erweitern; nach Beschluss von Bund und Ländern.[3]
- A für App benutzen soll die AHA-Regel zur AHA+L+A-Regel erweitern; so die Bundeszentrale für gesundheitliche Aufklärung.[4]

Die App sollte Benutzer alarmieren, wenn wahrscheinlich war, dass sie in gefährdendem Umfang Kontakt mit einer infektiösen Person hatten. Diese Maßnahme wurde ebenfalls seit September 2020 empfohlen. Im Sommer 2023 wurde die App eingestellt, da der Verlauf der Pandemie sie unnötig gemacht hatte.